# Виноградний (Темрюцький район)
Виноградний (рос. Виноградный) — селище в Темрюцькому районі Краснодарського краю. Адміністративний центр Вишестеблієвського сільського поселення. Станом на 2002 рік в селищі проживало 1746 осіб.